# Alejo del Carmen Guzmán
Alejo del Carmen Guzmán (Córdoba, 17 de julio de 1815 - Córdoba, 24 de diciembre de 1884) fue un abogado y político argentino, rector de la Real Universidad de San Carlos y de Nuestra Señora de Monserrat, octavo gobernador de Córdoba elegido constitucionalmente, diputado y senador nacional.

## La misión Irigoyen
La Batalla de Caseros puso fin al proyecto confederacionista del hegemónico Gobernador de Buenos Aires, Juan Manuel de Rosas. La victoria militar de Justo José de Urquiza abrió el camino para que las provincias se organizaran, de una vez por todas, en torno a una Nación. Era la hora de la Constitución y la libertad.
Sin embargo, el ambiente estaba agitado. Unos días después de Caseros, un grupo de jóvenes enardecidos se juntó en la Plaza Mayor de Córdoba vociferando en contra del gobernador Manuel López y quemando un retrato de Rosas. Los mismos jóvenes que pocos días más tarde –el 20 de febrero- provocaron disturbios durante la acalorada sesión de la Asamblea de Representantes en que se declaró a la provincia libre de compromisos y en pleno goce de su soberanía.
Ante la nueva realidad, Manuel López, que había sido un ferviente defensor de la Santa Federación, creyó posible subirse al carro urquicista y envió un duro mensaje a la Asamblea de Representantes: “Ha llegado el momento de recobrar el libre ejercicio de los imprescriptibles derechos, ajados y conculcados más de veinte años por el infame déspota Juan Manuel de Rosas”, decía aquel mensaje que causó sorpresa e indignación entre sus partidarios.
Urquiza no quería ver perturbados sus esfuerzos en favor de la reorganización nacional con revanchismos y apetencias de los sectores liberales perseguidos durante la era de Rosas y sus gobernadores adeptos. Viendo la posibilidad de una nueva etapa de guerra civil con la invasión de Crisóstomo Álvarez a Tucumán, el general Urquiza comisiona e instruye a Bernardo de Irigoyen para que, en su nombre, hable con los gobernadores y caudillos del interior:

"La invasión del coronel Alvarez es la primera chispa del incendio que temo se produzca en el interior transformándose en luchas sangrientas que debemos evitar. Es preciso modificar y templar prudentemente las ideas de los que pretenden inaugurar una época de venganza y desolación. Mi política necesita explicarse a los gobiernos. Es conveniente estudiar el estado de la opinión pública en las provincias, investigar las más o menos probabilidades de una pronta organización, allanar las dificultades que pudieran aparecer y atraer al pensamiento de la Constitución todas las influencias preponderantes del interior. Evitar la guerra civil, promover la paz y la unión..."

El gobernador López permanecerá acuartelado en la campaña con sus dos regimientos a la espera de lo que vendría. En tanto, Bernardo de Irigoyen llegó a Córdoba el 8 de marzo de 1852. En ese momento, un grupo de liberales -Luque, Olmedo y Manuel Lucero- intentaron una revuelta y consiguieron la disolución de la legislatura "por obsecuente con el tirano depuesto". Los representantes derogaron antes la ley que declaraba a Urquiza "traidor a la Santa Federación", pero no llegó a constituirse una nueva Asamblea. López cayó sobre la ciudad con sus milicias, restableció la antigua legislatura y emitió órdenes de captura en contra de los organizadores de la revuelta.
En esos momentos se entrevistaron Bernardo de Irigoyen y el gobernador. Aquel, hizo saber al mandatario provincial los propósitos de Urquiza, pidió seguridad para los adversarios y aconsejó designar un Ministro general de carácter liberal y sin mayores compromisos. El gobernador aceptó, con la salvedad de que la Policía detuvo y encarceló a Manuel Lucero, cuya amnistía aún no había sido comunicada.

## El Ministro general
Manuel López, resentido en su salud, no atina a ganara apoyos a su nueva postura y, para peor, debe delegar el mando en su hijo José Victorio el 19 de abril, un buen militar de frontera pero extraño a las dificultades de la política citadina. Intenta oxigenar su gobierno, nombrando Ministro general de Gobierno -cargo de naturaleza similar al de Jefe de Gabinete- a Alejo del Carmen Guzmán, persona letrada, federal, católico ferviente, de enorme prestigio en la ciudad por su posición Rector de la Real Universidad de San Carlos y de Nuestra Señora de Monserrat y afín a Urquiza cuando su pronunciamiento de 1851. Pero no basta.

## La Revolución del 27 de abril
El ambiente político no lograba calmarse. Nadie había dado crédito al vertiginoso cambio de pensamiento operado en el gobernador Manuel López, que pasó de ser rosista recalcitrante a decidido antirrosista en sólo cuestión de días. Claro que no era el único, pues muchos de los representantes y comerciantes de la ciudad, en otro notable giro de opinión, ahora se oponían a la continuidad del gobernador al que había dado plenos poderes y un mandato de seis años en 1847.
El martes 27 de abril de 1852, un grupo de unitarios encabezado por el coronel Manuel Esteban Pizarro e integrado por tres de los Pizarro -Modestino, Laureano y Ramón-, Manuel Lucero, Tomás Garzón y otros connotados ciudadanos, asaltó el cuartel de los “cívicos” –el batallón encargado de la custodia de la ciudad–, depuso al jefe de la fuerza que no quiso plegarse al motín, sacó las tropas a la calle y marchó bulliciosamente hasta el Cabildo de Córdoba -sede del gobierno- por la calle Alameda -actual 27 de abril-.
Al llegar al Cabildo, se enfrentaron al capitán Montiel, jefe de los Húsares de la escolta del gobernador delegado, y al coronel José Policarpo Patiño; quienes murieron al tratar de impedir el asalto al despacho del gobernador. Hecho prisionero su ocupante, José Victorio López, se dirigieron a la residencia particular de Manuel López -ubicada en la segunda cuadra de la calle Unión (hoy Rivera Indarte)-, que guardaba cama por enfermedad. Allí, le comunicaron los sucesos ocurridos y le informaron de su detención domiciliaria. Inmediatamente, marcharon al Cabildo a deliberar qué hacer con el gobierno.
El miércoles 28, cuando escuchó el vocerío que venía de la calle, Alejo Carmen Guzmán pensó que correría la misma suerte que los López, padre e hijo. Sin embargo, estaba equivocado: aquellas voces vivaban su nombre porque una asamblea popular lo había proclamado Gobernador de Córdoba. Él, que se había refugiado en la Iglesia y Convento de San Francisco -ubicado en las actuales calles Buenos Aires, Entre Ríos, Corrientes e Ituzaingó- por temor a las represalias de los amotinados, fue el primer sorprendido con la noticia.

## Gobernador de Córdoba
El 28 de abril de 1852 fue nombrado gobernador delegado, "en mayoría de sufragios", de acuerdo al Acta elevada por los líderes de la revolución triunfante. Pero, enrolado en la posición federal favorable a Urquiza, no se apoyó en los revolucionarios liberales, sino en los más numerosos federales. Designó al dos veces presidente de la Asamblea de Representantes, Agustín San Millán, como Ministro General de Gobierno; y, junto a los prestigiosos Juan del Campillo, Juan Nepomuceno Piñero y Del Castillo,José Severo de Olmos, Luis Cáceres y Elías Bedoya entre otros, formó el Partido Constitucional como base de apoyo de su gobierno.
Guzmán tuvo la difícil faena de regenerar el funcionamiento de las instituciones provinciales tras el largo período del gobierno de Manuel López, que comenzó en 1835. Sus lineamientos de gobierno representaron una fusión de pensamientos entre las viejas tradiciones católicas y federales, y los nuevos tiempos de constitución y libertades civiles. Este hecho, se manifestó en la divisa adoptada por el nuevo gobernador: "Religión y libertad. Democracia y Mayo".
De esa forma, sus primera medidas institucionales consistieron en reglamentar el derecho de libertad de prensa, eliminado restricciones de la época anterior; la suspensión del pago de la deuda pública contraída hasta el 27 de abril de 1852, en forma previa a la formación de una comisión de clasificación, reconocimiento y liquidación de la misma; la imposición de un empréstito forzoso sobre los antiguos funcionarios federalistas y el embargo de bienes en posesión del exgobernador Manuel López.
Siguiendo una recomendación de Urquiza, el 30 de mayo de 1852, impuso por Decreto una de sus medidas más cuestionadas: el restablecimiento del uso del cintillo punzó. Sin embargo, la medida despertó tantas pasiones encontradas y críticas que, por Decreto del 14 de marzo de 1854, fue suprimido definitivamente, "por innecesario".
Entre las nuevas bases sobre las que se edificó el nuevo sistema de gobierno de Córdoba, estaban la eliminación de la figura de los caudillos, la separación de poderes y la limitación del mandato y las atribuciones del Ejecutivo. En tal sentido, la legislatura local sancionó la Ley N.º 1 del 25 de junio de 1852 fijando el mandato del Gobernador de Córdoba en tres años, sin posibilidad de reelección por el intervalo de dos mandatos consecutivos desde su cese. Prohibía la elección de parientes del gobernador saliente, dentro del cuarto grado de consanguinidad, o en el único de afinidad, sin que mediare dos períodos de gobierno. De igual modo, limitaba los fondos públicos para gastos extraordinarios. Bajo esas condiciones, Guzmán fue elegido "Gobernador en propiedad" el 27 de junio.
Reorganizó las milicias de la Provincia de Córdoba ante un historial de insubordinaciones y derrotas. El 9 de noviembre de 1852 instituyó la Guardia Nacional, integrada por todos los habitantes de la Capital y de las villas y pueblos de la campaña, desde la edad de quince a cincuenta años, que no estuviesen inscriptos en los demás cuerpos veteranos ya formados. Así, incorporó a la misma a los ex Batallones "Defensores de la Libertad" y "Libertadores", designando Comandante en Jefe a Severo Ortiz.
Logró domeñar cada intento de desestabilización política, anticipándose a cada movimiento y apoyándose en la política de "fusión" del presidente Justo José de Urquiza. Así, cuando el general José María Paz, a fines de 1852, pretendió marchar a Córdoba para formar un Partido Unitario en el interior, envió partidas a la frontera y le avisó que lo iba a arrestar. Del mismo modo, arrestó y enjuició a López y a su hijo, pero cuando el juzgado le confiscó sus bienes, logró revocar esa medida. Sus apoyos, decisiones y alianzas le permitieron reprimir una sublevación promovida por el mismo López en julio de 1853.
Tomó decisiones de corte liberal y progresista. El 13 de julio de 1853 expidió un Decreto sobre libertad de esclavos, estableciendo un registro público a tal efecto y el pago de una indemnización a los propietarios de esclavos en el territorio de la Provincia. De igual forma, suprimió la discriminación de sangre en la Universidad, que aun regía y limitaba el acceso a la misma. Hasta entonces, para ser admitido, se debía probar no tener sangre negra ni india.

### La libertad de prensa
La salida de López y la reconfiguración del sistema de poder en Córdoba, abrió un nuevo clima de discusión y reunión, aunque limitado al círculo de las élites, posibilitando un progresivo desarrollo de la esfera pública y de la actividad política en el sentido moderno. Con ello, nació la posibilidad de expresar el disenso acompañada de la puesta en vigencia y la valorización de la libertad de expresión, inscripta en los antiguos reglamentos constitucionales de la provincia. Estas nuevas libertades se expresaron en el nacimiento y progresivo desarrollo de la prensa escrita y en el asociacionismo.
El 3 de mayo de 1852 el gobernador Guzmán dictó un Decreto reglamentario de la libertad de prensa por el que, si bien suprimía las restricciones de la época anterior, se prohibía atacar la Religión del Estado -no solo porque el gobernador era católico, sino porque la Iglesia era un factor de poder y cohesión social importante-, la familia y la vida privada de los ciudadanos a través de la prensa; aunque no implantaba un tribunal de censura al considerar “(...) que la prensa periodística es el mejor garante de las libertades civiles y políticas y el órgano fiel de la opinión pública, base indestructible de todo gobierno republicano (...)”.
Así, la libertad de prensa será en los siguientes años el derecho constitucional más respetado, porque a través de ella se expresará la nueva clase gobernante y logrará cierto consenso para sus decisiones ya que no se podía gobernar "sin opinión". Para ello, Guzmán pone a disposición de los Redactores o Editores de periódicos, la imprenta del Estado; señalando en 1853 que el gobierno sostenía la publicación de “algunos periódicos” para difundir sus actos -"La Opinión", órgano oficial escrito por Juan Piñero, y "El Fusionista", dirigido por Eusebio Ocampo-, “estimulándose el ejercicio de un derecho que tantas ventajas trae a la instrucción pública”, al tiempo que reclamaba de la legislatura una ley para prevenir los efectos del abuso de la libertad de prensa.

### Reorganización económica
La mayor dificultad que enfrentó Guzmán fue la reorganización del sistema económico de Córdoba. El esquema impositivo subsistente de la época colonial, implicaba mayores gravámenes sobre el comercio y el consumo ante la menor o escasa actividad productiva. La imposición a los productores de ganado de ventas forzadas o préstamos de consumo -Auxilios-, y el saqueo y los embargos de ganado a los productores opositores al régimen político anterior desalentaban la ganadería.
La necesidad de financiar el gasto militar a partir de las continuas guerras civiles, había llevado a fijar "derechos" que gravaban los bienes de intercambio provincial, el tránsito de las personas y los medios de transporte. Pero ahora, producto del Acuerdo de San Nicolás y la Constitución Argentina de 1853, La federalización de las aduanas exteriores -referidas al tráfico internacional- y la supresión de las aduanas interiores -referidas al comercio interprovincial- a partir del 1 de enero de 1854, le quitó a la provincia una fuente importante de recursos. Así, se suprimieron los derechos de Aduana -el Arancel- y de Consulado; el derecho sobre el ingreso de carretas, arrias y ganado; los derechos sobre la exportación de frutos y los derechos de pasaporte y tránsito.
Guzmán suprimió los Auxilios y los "subsidios en dinero impuestos a los departamentos fronterizos". Se continuaban cobrando, con modificaciones, el derecho de contratos o Alcabala -gravaba las transferencias de bienes muebles e inmuebles-, consistente en el 2% del precio estipulado, y la Cuatropea -gravaba la transferencia de semovientes-. Con respecto a esta última, el Diezmo, tributación de origen colonial que recaía directamente sobre la producción de granos y ganado, fue suprimido por Decreto del 19 de julio de 1854.
Los impuestos denominados "cinco ramos municipales" sobrevivieron y pasaron a ser cobrados directamente por el Estado a partir de 1854. Gravaban el ganado que ingresaba al Mercado Público en la Ciudad de Córdoba -Corrales-, las reses carneadas y los cueros resultantes -Marchamo- y las carretas que introduzcan granos o productos comestibles al Mercado Público de la ciudad -Piso-.
Ante ello, Guzmán se vio en la necesidad de mejorar la capacidad extractiva del Estado, a través de cargas tributarias nuevas, como la contribución directa sobre todo tipo de capitales -tanto bienes raíces como capitales en giro-; o de la reformulación de otras, como en el caso de los derechos generales o de Patentes, un impuesto sobre diversos tipos de comercios e industrias —pulperías, barracas, talleres, panaderías—. La reforma apuntaba a ampliar la base impositiva con el objeto de equilibrar la pérdida de los ingresos que producían las aduanas interiores.
Las Patentes eran la contribución que debían pagar los establecimientos comerciales (tiendas, almacenes, pulperías, etc) y otros que realizaban además procesos de transformación de materias primas, pero de venta directa al público (panaderías y prensas). El monto de la contribución anual se fijaba a partir del tipo de establecimiento y no del giro de los mismos. La Ley N.º 54 -sobre patentes- del 3 de febrero de 1855, amplió las actividades gravadas y aumentó el monto de las contribuciones de algunas actividades que ya tributaban, estableciendo una mayor diferenciación por rubros. Así, las casas de té con salas de juego pagaban más, seguidas en segundo lugar por los almacenes mayoristas, las casas de remate, alambiques, hornos de quemar ladrillos, canteras, curtiembres, reñideros de gallos y panaderías de cuatro arrobas diarias.
El primer impuesto que gravó la riqueza fue la contribución directa de 1855. En virtud de ella, los comerciantes, mercaderes, fabricantes y hacendados pagaban "cuatro pesos por mil" sobre el capital en giro o en consignación, en aquellas transacciones de capital superior a doscientos pesos. No obstante, pese a las expectativas suscitadas, las nuevas recaudaciones no tuvieron gran significación y los ingresos siguieron siendo sensiblemente más bajos que en los años previos a la supresión de las aduanas interiores.
Ello fue así, porque para aplicar correctamente el gravamen mencionado en último término, el estado debía conocer qué tipo de capitales existían en su territorio y en el caso de bienes raíces, necesitaba conocer su ubicación, extensión, características del suelo y de los bienes, y títulos, a fin de calcular su valor y aplicar correctamente el impuesto. Pero entonces no se contaba con los medios administrativos suficientes.

## La sucesión
El 27 de junio de 1855 asumió un nuevo gobernador, Roque Ferreyra, pero Guzmán dejó a Córdoba un último legado: un ejemplo de pacífica transferencia de poderes en una Provincia en reconstrucción. Esta trasmisión de mando contrastó de manera especialmente favorable con la turbulencia de otras provincias argentinas donde, a excepción de Salta, la rotación de autoridades se daba bajo el imperio de revoluciones, exilios y ejecuciones.
Posteriormente, Guzmán siguió siendo el jefe del Partido Constitucional. Fue Diputado y luego Senador de la Nación Argentina. Volvió a ser diputado nacional después de la batalla de Pavón, y dirigió el partido federal o ruso, salvo el período del gobernador Mateo Luque y del caudillo Simón Luengo. Por varios años fue rector de la Universidad Nacional de Córdoba. Fue dirigente del grupo católico durante la época de Julio Argentino Roca.

## Espacios de homenaje y recuerdo
En la Provincia de Córdoba, distintos espacios y establecimientos públicos llevan el nombre del gobernador Alejo del Carmen Guzmán:
- I.P.E.M. N.º 152 DR. ALEJO CARMEN GUZMAN - Avenida del Trabajo N.º 551, Barrio Alem, ciudad de Córdoba.
- ESCUELA ALEJO CARMEN GUZMAN - Augusto López N.º 643, Barrio General Bustos, ciudad de Córdoba.
- Bulevar Alejo C. Guzmán - ciudad de Córdoba.
- Biblioteca Popular Alejo Carmen Guzmán San Martín  N.º 887 (Ciudad de Villa Santa Rosa, Departamento Río Primero, Provincia de Córdoba, Argentina).
- Calle Alejo Carmen Guzmán - Villa Dolores.